# Гошизм
Гошизм (фр. Gauchisme) — узагальнена назва західноєвропейського ліворадикального руху, що виник у Франції на рубежі 1960-1970-х. Основні ідеї гошизму були запозичені у більшовизму, анархізму, троцькізму та маоїзму. З моменту утворення в гошизмі були присутні дві основні течії — анархістська та троцькістська. Своєю кінцевою метою гошизм проголошував насильницьке повалення капіталізму, ліквідацію суспільства споживання та встановлення егалітарного суспільного устрою, заснованого на засадах прямої демократії та самоврядування. 
З Франції гошизм у 1970-ті роки поширився Західною Європою — Червоні бригади в Італії, Фракція Червоної Армії у ФРН, Іберійський визвольний рух в Іспанії та ін. Діяльність цих організацій була відзначена актами збройної боротьби та терору.

## Погляди і методи
На відміну від традиційних лівих рухів, у тому числі комуністичного, представники гошизму заперечували авангардну роль робітничого класу, не визнавали парламентаризм і партійну систему, що прирікало їх на конфронтацію не лише з правоцентристськими, а й з лівими політичними силами — соціалістами та комуністами. Гошисти зокрема різко критикували ФКП (Французьку комуністичну партію).
Для практики гошистів були характерні екстремістські методи. Соціальну базу руху становило французьке студентство, що стало головною рушійною силою у травневих заворушеннях 1968 року у Франції. Його лідери — студенти Даніель Кон-Бендіт, Ален Крівін та ін. 

## Організації
Серед найбільш активних гошистських організацій того періоду — Революційна комуністична молодь, Федерація революційних студентів, Марксистсько-ленінська комуністична партія Франції, Рух 22 березня, Союз комуністичної марксистсько-ленінської молоді, Федерація революційної молоді та ін. 
Студентам співчували і багато лівої інтелігенції, включаючи Мішеля Фуко, Жана-Поля Сартра, Алена Бадью та інших відомих представників радикальної інтелігенції.